# Oração da Vitória
Oração da Vitória é o segundo álbum da banda de pop rock Yahoo, lançado pela EMI em 1989. O sucesso do álbum foi "Anjo", versão de "Angel" da banda Aerosmith, que foi usada na trilha sonora da novela O Sexo dos Anjos. Outros singles foram "A Entrega" e "Angela".

## Faixas
Lado A
| N.º | Título                     | Compositor(es)                                             | Duração |  |
| 1.  | "Oração da Vitória"        | Robertinho de Recife                                       | 4:46    |  |
| 2.  | "A Entrega"                | Robertinho de Recife                                       | 4:38    |  |
| 3.  | "Anjo (Angel)"             | Desmond Child, Steven Tyler / versão: Robertinho de Recife | 4:48    |  |
| 4.  | "Liberdade (Ela Me Disse)" | Robertinho de Recife                                       | 4:24    |  |

Lado B
| N.º | Título             | Compositor(es)                                            | Duração |  |
| 1.  | "Angela"           | Zé Henrique                                               | 4:19    |  |
| 2.  | "Estranho Paraíso" | Robertinho de Recife, Zé Henrique                         | 4:29    |  |
| 3.  | "Alguém Especial"  | Marcello Azevedo, Marcelo Faria, Zé Henrique, Val Martins | 4:01    |  |
| 4.  | "Promessas"        | Robertinho de Recife, Zé Henrique, Val Martins            | 4:10    |  |
| 5.  | "Doce & Amargo"    | Robertinho de Recife                                      | 2:46    |  |